# James Phelps
James Andrew Eric Phelps (Sutton Coldfield, Birmingham, 25 de fevereiro de 1986) é um ator britânico.
Interpretou o personagem Fred Weasley nos filmes da série Harry Potter. O seu irmão gêmeo, Oliver Phelps, também participou da série de filmes.
Ele e Oliver nunca haviam atuado antes, porém, quando um amigo mostrou-lhes um anúncio de jornal, a mãe dos dois acabou incentivando-os a tentar os papeis dos gêmeos de Harry Potter, então, acabaram conseguindo o papel, recebendo a notícia por telefone. Em 2009 ele e seu irmão interpretaram os gêmeos bagunceiros Finlay e Callum na TV em Kingdom.

## Filmografia
- 2001 – Harry Potter e a Pedra Filosofal (Fred Weasley)
- 2002 – Harry Potter e a Câmara Secreta (Fred Weasley)
- 2002 – SM: TV
- 2002 – This Is Personal: The Hunt for the Yorkshire Ripper (TV)
- 2004 – Harry Potter e o Prisioneiro de Azkaban (Fred Weasley)
- 2004 – The Mysti Show (TV)
- 2004 – Ministry of Mayhem
- 2004 – The Smile
- 2005 – Harry Potter e o Cálice de Fogo (Fred Weasley)
- 2005 – Kid’s WB Spellbinding Secret
- 2005 – An Audience with Al Murray
- 2006 – This Week 2006
- 2007 – Harry Potter e a Ordem da Fênix (Fred Weasley)
- 2009 – Harry Potter e o Enigma do Príncipe (Fred Weasley)
- 2009 – Kingdom (1 episódio de TV - Episódio #3.5) (Callum Anderson)
- 2010 – Harry Potter e as Relíquias da Morte – Parte 1 (Fred Weasley)
- 2011 – Harry Potter e as Relíquias da Morte – Parte 2 (Fred Weasley)
- 2012 – The Turn (II) (Morris Talliver)
- 2012 – Ward 3 (Jimmy)

## Curiosidades e informações
- James é 13 minutos mais novo que Oliver
- Ele e Oliver tiveram que pintar o cabelo de ruivo para interpretar os gêmeos Weasley, pois seus cabelos eram castanhos
- Do lado direito, no pescoço, Oliver tem duas pintas que James não tem
- Eles odeiam ratos e quase não terminaram uma cena de Harry Potter e o Prisioneiro de Azkaban
- Signo: Peixes
- Local de nascimento: Birmingham, Inglaterra
- Cor dos olhos: verdes
- Cor dos cabelos: castanhos
- Altura: 1,91 m
- Irmãos: Oliver Phelps (gêmeo)
- Personagem: Fred Weasley
- Educação: Arthur Terry School, em Sutton Coldfield
- Animais de estimação: Ewen e Rupert (dois cães da raça Collie)
- Disciplina que mais gosta: inglês
- Disciplina que menos gosta: química
- Como entrou em HP: Sempre adorou a atuação e, com o irmão, fez vários papéis em peças escolares. Em 2000 ele e Oliver foram escolhidos para interpretar Fred e George Weasley
- Bandas preferidas: Bon Jovi, Red Hot Chili Peppers, Foo Fighters, Feeder, Guns N' Roses, Muse, Green Day, Coldplay, AC/DC, Metallica, The Beatles, Led Zeppelin, Velvet Revolver, Eagles e Queen
- Cor favorita: azul
- Filme favorito: Pearl Harbor
- Livro favorito da saga: Harry Potter e o Prisioneiro de Azkaban
- Filme favorito da saga: Harry Potter e o Cálice de Fogo
- Ídolos: Sergio García (jogador de golfe) e Winston Churchill (figura da Segunda Guerra Mundial)
- Comidas favoritas: peixe e batatas fritas, um prato típico do Reino Unido, e um sorvete tipo sundae conhecido com o knickerbocker glory
- Esportes: golfe, futebol e rugby
- Time que torce: Birmingham City
- Ator favorito: Tom Hanks
- Hobbies: tocar guitarra, jogar Xbox ou Playstation e sair com os amigos
- Programas de TV preferidos: Os Simpsons, Futurama, Men Behaving Badly e Family Guy
- Odeia: que lhe chamem de "Jamie"
- Sinais: tem um sinal de nascença no braço esquerdo e uma cicatriz na sobrancelha esquerda
- Sonho: interpretar James Bond em um filme da franquia 007
- Curiosidade: tem carta de condução